# Nowa Wieś Złotoryjska
Nowa Wieś Złotoryjska est une localité polonaise de la gmina et du powiat de Złotoryja en voïvodie de Basse-Silésie.